# Ulrich Lochmann
Ulrich Lochmann (* 2. September 1947 in Stuttgart) ist ein deutscher Ministerialbeamter (CDU).

## Leben
Lochmann studierte Rechtswissenschaft an der Eberhard Karls Universität Tübingen. Anschließend war er als Richter am Landgericht Ellwangen und am Amtsgericht Schwäbisch Gmünd tätig. Von 1976 bis 1986 arbeitete er im Staatsministerium Baden-Württemberg, zunächst im Bereich Europapolitik und Bundesrat und dann in der Grundsatzabteilung; zuletzt war er stellvertretender Leiter der Pressestelle. Von 1986 bis 1990 war er Leiter der Zentralstelle im Ministerium für Ernährung, Ländlichen Raum und Verbraucherschutz Baden-Württemberg. Von 1990 bis 1997 leitete er im Ministerium für Ländlichen Raum die Abteilung Ländlicher Raum und Landwirtschaft, ab 1991 als Ministerialdirigent. Von 1997 bis 2005 war er Geschäftsführer der CDU-Landtagsfraktion.
Am 1. August 2005 wurde Lochmann zum Direktor des Landtags von Baden-Württemberg berufen. Am 12. Mai 2011 wurde er vom neuen Landtagspräsidenten Willi Stächele in den einstweiligen Ruhestand versetzt, da dieser seinen Vertrauten Hubert Wicker als Landtagsdirektor einsetzen wollte. Lochmann klagte gegen die Versetzung in den Ruhestand, weil es sich beim Verwaltungschef des Landtags nicht um einen politischen Beamten handele, der jederzeit ohne Angaben von Gründen abgesetzt werden kann. Das Verwaltungsgericht Stuttgart gab Lochmanns Klage im Dezember 2011 statt, woraufhin das Land Baden-Württemberg vor den Verwaltungsgerichtshof Baden-Württemberg zog. Im Januar 2012 schlossen Lochmann und das Land einen außergerichtlichen Vergleich, wonach das Land die Kosten des Rechtsstreits trug und Lochmann eine Ausgleichszahlung erhielt.